# آک‌توگانوو
آک‌توگانوو (انگلیسی: Aktuganovo) یک شهرک در شهرستان کالتاسینسکی استان باشقیرستان کشور روسیه است.